# Британська діаспора
Британська діаспора (англ. British diaspora) — це особи у яких британське походження (та їхніх нащадків), які емігрували зі Сполученого Королівства. Для цілей цієї статті населення Британських заморських територій не включається до британського народу, хоча ці території є частиною суверенної території Британської держави, якщо тільки вони не народилися в тій частині Британських островів, яка в даний час знаходиться в межах Сполученого Королівства, і тільки ті, хто самостійно повідомив про британське походження, включаються в цифри британської діаспори, що в таких колоніях, як Бермудські острови, де дуже мало бермудців серед 63 779 жителів не мають предків з Британських островів, ймовірно, призводить до значних неточностей. Це питання ускладнюється нещодавньою історією поводження британського уряду з кольоровим населенням, зокрема, британських заморських територій. Найбільша пропорційна концентрація осіб британського походження у світі за межами Сполученого Королівства та його заморських територій спостерігається в Новій Зеландії (59%), Австралії (45%), Канаді (30,6%), США (11%), Південній Африці (2,6%) та частинах Карибського моря. Ті, хто стверджує, що має  британське походження, утворюють підгрупу тих, хто може стверджувати, що має британське походження; британська діаспора налічує близько 200 мільйонів осіб у всьому світі.
Крім того, до країн, де проживає понад 100 000 британських емігрантів, належать такі країни як: Ірландія, Іспанія, Франція, Німеччина та Об'єднані Арабські Емірати.

## Історія британської діаспори

#### До 19 століття
Після Великих географічних відкриттів різні народи Британських островів, і особливо англійці, були одними з перших і, безумовно, найбільшими громадами, які емігрували з Європи. Дійсно, розширення Британської імперії протягом першої половини XIX століття призвело до надзвичайного розпорошення британського народу, з особливою концентрацією в Австралазії та Північній Америці.
Британська імперія була "побудована на хвилях міграції британців за океан", які залишили Велику Британію, а згодом і Сполучене Королівство, і розійшлися по всьому світу, назавжди вплинувши на структуру населення на трьох континентах. В результаті британської колонізації Америки, те, що стало Сполученими Штатами, "легко стало найбільшим і єдиним місцем, яке було призначене для британських емігрантів", але в тому, що стало Австралійським Союзом, британці пережили рівень народжуваності вищий, ніж раніше, що разом з триваючою британською імміграцією призвело до величезного перевищення чисельності корінних австралійців.
У таких колоніях, як Південна Родезія, Британський Гонконг, Сінґапур, Ямайка, Барбадос, Британська Східна Африка та Капська колонія, були створені постійно проживаючі британські громади, і хоча вони ніколи не були чисельною меншиною, ці британці здійснювали домінуючий вплив на культуру та політику цих земель. В Австралії, Канаді та Новій Зеландії особи британського походження стали становити більшість населення, сприяючи інтеграції цих держав до англосфери.
Британці не тільки емігрували до частин Британської імперії, але й оселилися у великій кількості в частинах Америки, особливо в Сполучених Штатах, а також у значній кількості в Мексиці, Чилі та Аргентині.
Перепис населення Сполученого Королівства 1861 року оцінював кількість закордонних британців приблизно в 2,5 мільйона осіб. Однак, було зроблено висновок, що більшість з них були "не звичайними поселенцями", а скоріше "мандрівниками, торговцями, фахівцями та військовими". До 1890 року в Австралії, Канаді, Новій Зеландії та Південній Африці проживало ще понад 1,5 мільйона британців.

#### Британська діаспора сьогодні
За даними Міністерства закордонних справ та Співдружності, у 2004-05 роках за кордоном проживало 13,1 мільйона британських громадян. Ці цифри взяті з консульських щорічних звітів закордонних установ. Громадяни Великої Британії не зобов'язані реєструватися в британських представництвах за кордоном, тому ці цифри ґрунтуються на найбільш достовірній інформації, яку можна отримати, наприклад, з офіційної статистики уряду країни перебування.
За оцінками Інституту досліджень державної політики (Institute for Public Policy Research), опублікованими у 2006 році, за межами Сполученого Королівства проживає 5,5 млн. осіб, народжених у Великій Британії.
Що стосується вихідної еміграції, то у 2009 році Сполучене Королівство мало найбільшу кількість емігрантів серед розвинених країн ОЕСР: понад три мільйони британців проживали за кордоном, за цим показником слідували Німеччина та Італія. На щорічній основі еміграція з Великої Британії становила близько 400 000 осіб на рік протягом останніх 10 років.
Проживання за кордоном в якості емігранта може вплинути на певні права. Зокрема:
можуть голосувати на загальних виборах лише в тому випадку, якщо вони були включені до британського виборчого реєстру в певний момент протягом останніх 15 років. В іншому випадку вони не мають права голосу. Ця інформаційна довідка містить інформацію про право голосу на парламентських виборах у Великій Британії для британських громадян, які проживають за кордоном, а також про плани уряду щодо скасування 15-річного правила - політики "голоси за життя".
Британський Закон про психічне здоров'я 1983 року визначає, що особи, які проживають за кордоном, не вважаються "найближчими родичами" особи, яка зазвичай проживає у Сполученому Королівстві, на Нормандських островах або острові Мен.

## Британці по країнах світу
Карта британської діаспори у світі за чисельністю населення (включає людей з британським походженням або громадянством).
Список країн і територій за чисельністю населення британського походження
| Країна або територія                                | Британське походження | % населення |
| --------------------------------------------------- | --------------------- | ----------- |
| Острови Піткерн                                     | 49                    | 100%        |
| Сполучене Королівство                               | 51,736,290            | 82%         |
| Фолклендські острови                                | 2,474                 | 80%         |
| Нова Зеландія                                       | 2,425,278             | 59%         |
| Острів Норфолк                                      | 857                   | 49%         |
| Австралія                                           | 10,764,870            | 45%         |
| Канада                                              | 10,753,945            | 31%         |
| Кайманові острови                                   | 9,600                 | 30%         |
| Гібралтар                                           | 9,100                 | 27%         |
| Бермудські острови                                  | 15,700                | 25%         |
| Острови Святої Єлени, Вознесіння і Трістан-да-Кунья | 1,408                 | 25%         |
| Сполучені Штати Америки                             | 34,275,567            | 11%         |
| Багамські острови                                   | 38,000                | 10%         |
| Барбадос                                            | 20,000                | 7%          |
| Ірландія                                            | 291,000               | 7%          |
| Чилі                                                | 700,000               | 4%          |
| Південна Африка                                     | 1,600,000             | 2.6%        |
| Бразилія                                            | 840,000               | 0.4%        |